# 張璿 (豐順縣知縣)
張璿（？—？），甘肃古浪人，清朝政治人物。
同治九年十一月，擔任清朝廣東省潮州府豐順縣知縣。后由張振新接任。